# Jaj, de beteg vagyok
A Jaj, de beteg vagyok kezdetű magyar népdalt Lajtha László gyűjtötte a Tolna vármegyei Öcsényben 1913-ban.
Feldolgozás:
| Szerző            | Mire            | Mű                                       |
| ----------------- | --------------- | ---------------------------------------- |
| Szervánszky Endre | hegedű, zongora | Tíz könnyű hegedű-zongoradarab 10. darab |

## Kotta és dallam
| Jaj, de beteg vagyok, talán meg is halok, talán bizony a szeretőm édesanyja engem megátkozott.    | Ne átkozzon engem senki édesanyja, mert én az ő kökényszemü barna lányát nem szerettem soha. |
| Ha szerettem volna, el is vettem volna, az öcsényi magas templom tornya alatt megesküdtünk volna. |                                                                                              |

## Felvételek
- Jaj de beteg vagyok. Csóka Anita  YouTube (2015. április 4.)  (Hozzáférés: 2016. április 29.) (audió)
- Jaj, de beteg vagyok. YouTube (2014. december 6.)  (Hozzáférés: 2016. április 29.) (audió)